# Adalbert-Stifter-Preis
Der Adalbert-Stifter-Preis ist der  Große Kulturpreis des Landes Oberösterreich für besondere Leistungen zur Literatur. Das Deutsche Reich (Weimarer Republik) sowie das Großdeutsche Reich hatten einen gleichnamigen Preis.
Namensgeber des in Linz verliehenen Literaturpreises ist der 1868 in Linz verstorbene Schriftsteller Adalbert Stifter. Unter den acht Preisträgern seit 1989 sind 6 Männer und 2 Frauen.

## Preisträger vor 1989
(Soweit bekannt. 1926–1928 und ab 1951 Stifter: Land Oberösterreich. Stifterin des Preises 1941–1943 war die Zeitschrift „Böhmen und Mähren“ des böhmischen Nationalsozialisten Friedrich Heiss)
Jury: Karl Hermann Frank, Vorsitz; Hans Friedrich Blunck, Karl Franz Leppa; Eberhard Wolfgang Möller u. a.
- 1926: Erwin Guido Kolbenheyer
- 1927: Robert Michel
- 1928: Ernst Weiß
- 1930: Dolores Viesèr
- 1941: Für Erzählungen: Hans Watzlik, Stefan Sturm[1], Herbert Zschelletzschky, Walter Pollak, Leo Hans Mally[2];- Lyrikpreis: Hans Stolzenburg, Herbert Wessely, A. M. Hauschka-Brichta[3]
- 1942: Erzählerpreis, Rang 1 bis 5: Heinrich Bachmann, Josef Schneider[4], Leo Hans Mally, Heinrich Zerkaulen, Hanns Lerch[5];- Gedichtpreis Rang 1 bis 3: Mally, René Schwachhofer, Hans Leo Sittauer[6]
- 1943: Erzähler: Franz Jantsch, Hauska-Brichta, Josef Schneider, Karl-Alfred Langer-Reuth;- Lyrik: Wilhelm Pleyer, J. Schneider, Hans Leb; Alfred Görgl[7]
  - 1943 „Adalbert-Stifter-Preis der Stadt Wien“: Hans Leb; Alois Roßmanith; Elisabeth Effenberger; Caroline Elisabeth Wirth; Franz Kießling.[8]
- 1951: Gertrud Fussenegger
- 1951: Josef Mühlberger
- 1961: Arthur Fischer-Colbrie
- 1965: Julius Zerzer
- 1971: Franz Tumler

## Preisträger des Großen Preises seit 1989

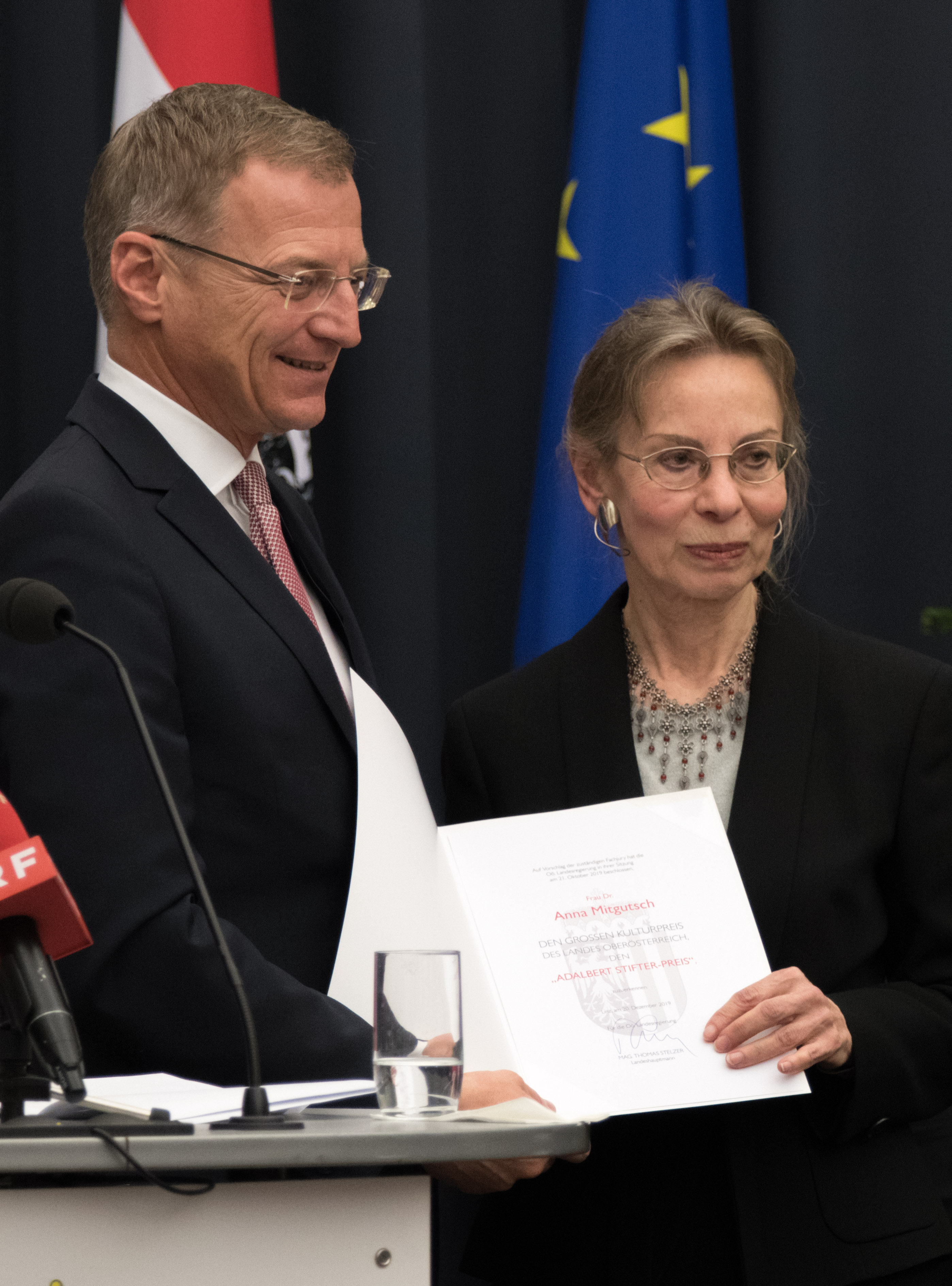
Verleihung des Adalbert-Stifter-Preises 2019 an Anna Mitgutsch

- 1990: Heimrad Bäcker
- 1994: Franz Kain
- 1999: Franz Rieger
- 2005: Alois Brandstetter
- 2007: Käthe Recheis[9] Festrede: Heide Lexe[10]
- 2013: Erich Hackl[11]
- 2019: Anna Mitgutsch[12]
- 2023: Anselm Glück[13]